# Porphyrinia dividens
Porphyrinia dividens là một loài bướm đêm trong họ Noctuidae.